# Auditoires Agora
Les Auditoires Agora et les Auditoires Studio Agora constituent un ensemble architectural de style brutaliste situé à Louvain-la-Neuve, section de la ville belge d'Ottignies-Louvain-la-Neuve, en Brabant wallon.
L'ensemble constitué par la place Agora, les Auditoires Agora et le « Studio Agora » (premier cinéma de Louvain-la-Neuve reconverti ultérieurement en auditoires) a été érigé en 1977.   

## Historique

### Genèse de la ville universitaire de Louvain-la-Neuve
Au cours des années 1960, le nombre d'étudiants de l'Université catholique de Louvain augmente rapidement en raison de l'évolution démographique et de la démocratisation des études supérieures. La loi du 9 avril 1965 sur l'expansion universitaire autorise la partie francophone de l'Université à envisager son expansion à Woluwe-Saint-Lambert et en Brabant wallon, ce qui amène l'Université à acquérir 150 hectares dès septembre 1966 sur le plateau agricole de Lauzelle à Ottignies.
Par ailleurs, les tensions entre les communautés linguistiques francophone et néerlandophone deviennent explosives à cause des revendications du mouvement flamand (né dès 1840) qui exige l'homogénéité culturelle de la Flandre. Ces tensions atteignent leur paroxysme en 1967-1968 avec l'affaire de Louvain, crise politique connue sous les noms de « Walen Buiten » (« Les Wallons dehors ») et de « Leuven Vlaams » (« Louvain flamande ») durant laquelle les Flamands exigent le départ des étudiants francophones de Louvain au nom du droit du sol et de l'unilinguisme régional, ce qui amène l'Université à décider le transfert intégral de sa section francophone hors de Louvain et à faire sortir de terre une ville universitaire entièrement neuve à Ottignies à partir de 1970,.
La loi du 24 mai 1970 institue deux universités séparées, la première pierre de la ville nouvelle de Louvain-la-Neuve est posée le 2 février 1971 et la faculté des Sciences appliquées ainsi que les premiers habitants s'y installent dès 1972.

### Premières phases de la construction de la ville
La construction de la ville commence dès 1970 avec le quartier est de la ville, qui regroupe le Cyclotron (1970-1972), la place Sainte-Barbe (1970-1972), la Bibliothèque des Sciences (1970-1973),, la place des Sciences (1970-1976) et la place Croix-du-Sud (1974-1975),.
Elle se poursuit en 1974-1976 avec l'axe constitué par la rue des Wallons, la place des Wallons,,,,, la gare de Louvain-la-Neuve et les Halles universitaires,.

### Construction des Auditoires Agora
Les Auditoires Agora sont ensuite construits en 1977 par l'architecte Jean-Pierre Blondel, en même temps que le premier cinéma de Louvain-la-Neuve, appelé « Studio Agora », et juste avant la Grand-Place de Louvain-la-Neuve dont le bâtiment emblématique, le Collège Albert Descamps, est construit en 1980 et inauguré en 1981.
Dans le cadre du projet Esplanade (du nom du centre commercial de Louvain-la-Neuve inauguré en 2005), le cinéma « Studio Agora » est supplanté en 2001 par un complexe de 13 salles de cinéma construit sur la Grand-Place en style postmoderne. Il est alors transformé en « Auditoires Studio Agora ».

## Architecture

### Les Auditoires Agora

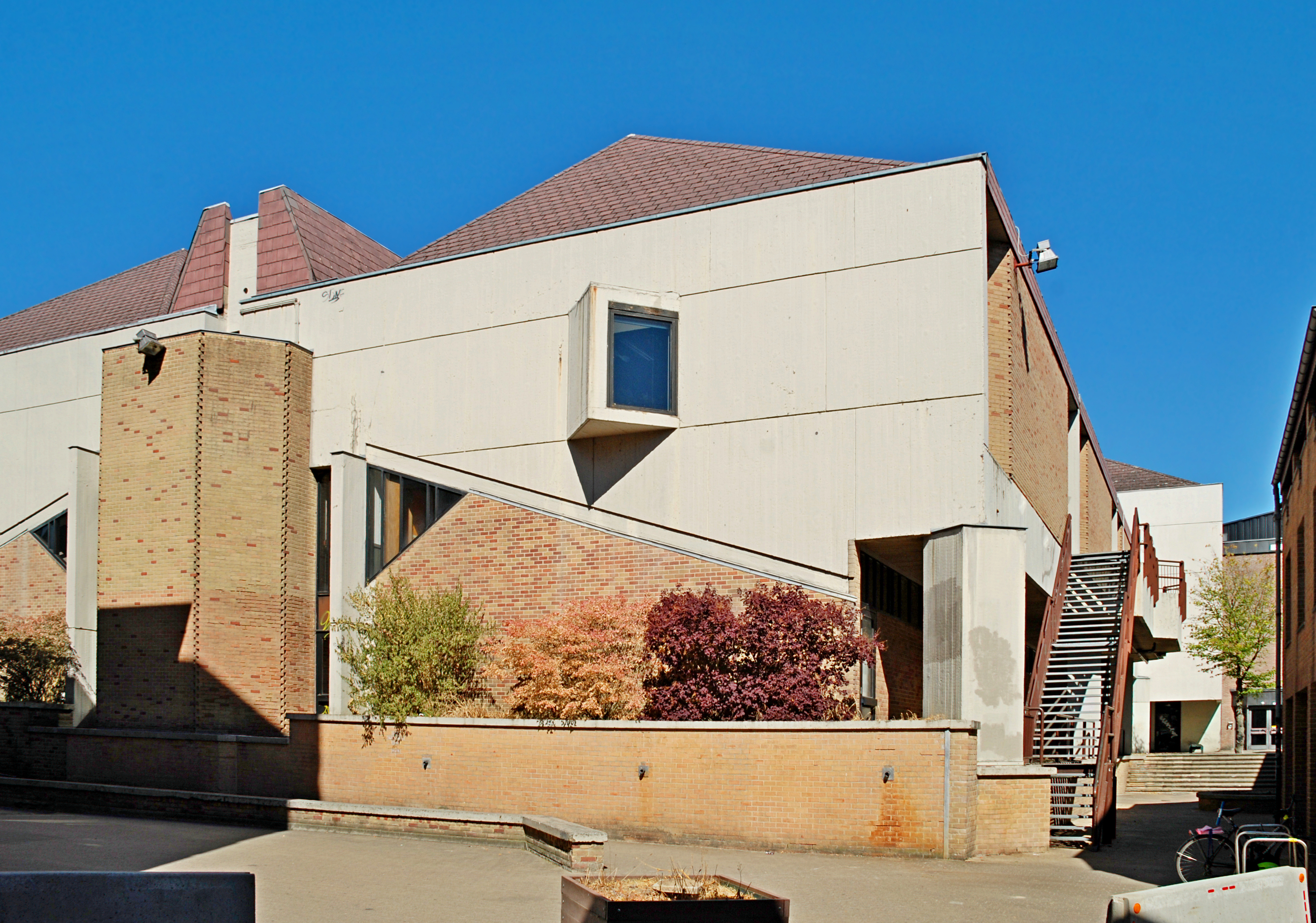
Façade occidentale des Auditoires Agora,
rue Montesquieu.

Le côté ouest de la place Agora est occupé par les Auditoires Agora (place Agora no 19) construits en 1977, qui assurent la transition avec la Grand-Place.
Le bâtiment compte neuf auditoires (amphithéâtres) : quatre de 60 places au rez-de-chaussée, et à l'étage deux de 300 places et trois de 150 places.
Cet édifice est représentatif de l'architecture brutaliste, caractérisée par des surfaces de « béton brut » qui présentent une texture héritée du bois de coffrage, le béton « brut de décoffrage »,, gardant la marque des planches de bois qui ont servi au moulage, leurs veinures ainsi que leurs lignes de jointure.
Le bâtiment, couvert d'ardoises, combine la brique et le béton brut, sauf sur sa façade orientale, orientée vers la place Agora, qui est une grande surface de béton brut ornée d'une immense peinture murale de Claude Rahir intitulée C'est la Vie (voir plus loin). Les pans de briques se coupent à angles ouverts, non jointoyés. La galerie qui court le long de la façade nord des Auditoires Agora, portée par de massifs piliers de « béton brut » et interrompue par un patio, abrite l'antenne de Louvain-la-Neuve du centre culturel d'Ottignies-Louvain-la-Neuve, le magasin Oxfam de Louvain-la-Neuve et la Maison du développement durable (ou Espace Ginkgo Biloba), un espace destiné à la promotion de démarches citoyennes.

### Les Auditoires Studio Agora
Le côté sud de la place Agora est occupé par les Auditoires Studio Agora dont la dénomination fait référence aux anciens cinémas de la ville (ancien cinéma Studio Agora) et auxquels on accède par un escalier circulaire qui se dresse au milieu de la place.
Le petit bout de façade que les Auditoires Studio Agora présentent vers la rue de la Lanterne magique est orné d'une remarquable peinture murale qui n'est qu'un minuscule fragment de la gigantesque fresque Petites histoires d'une grande université réalisée par Claude Rahir en 1984 (voir ci-dessous).

## Peintures murales

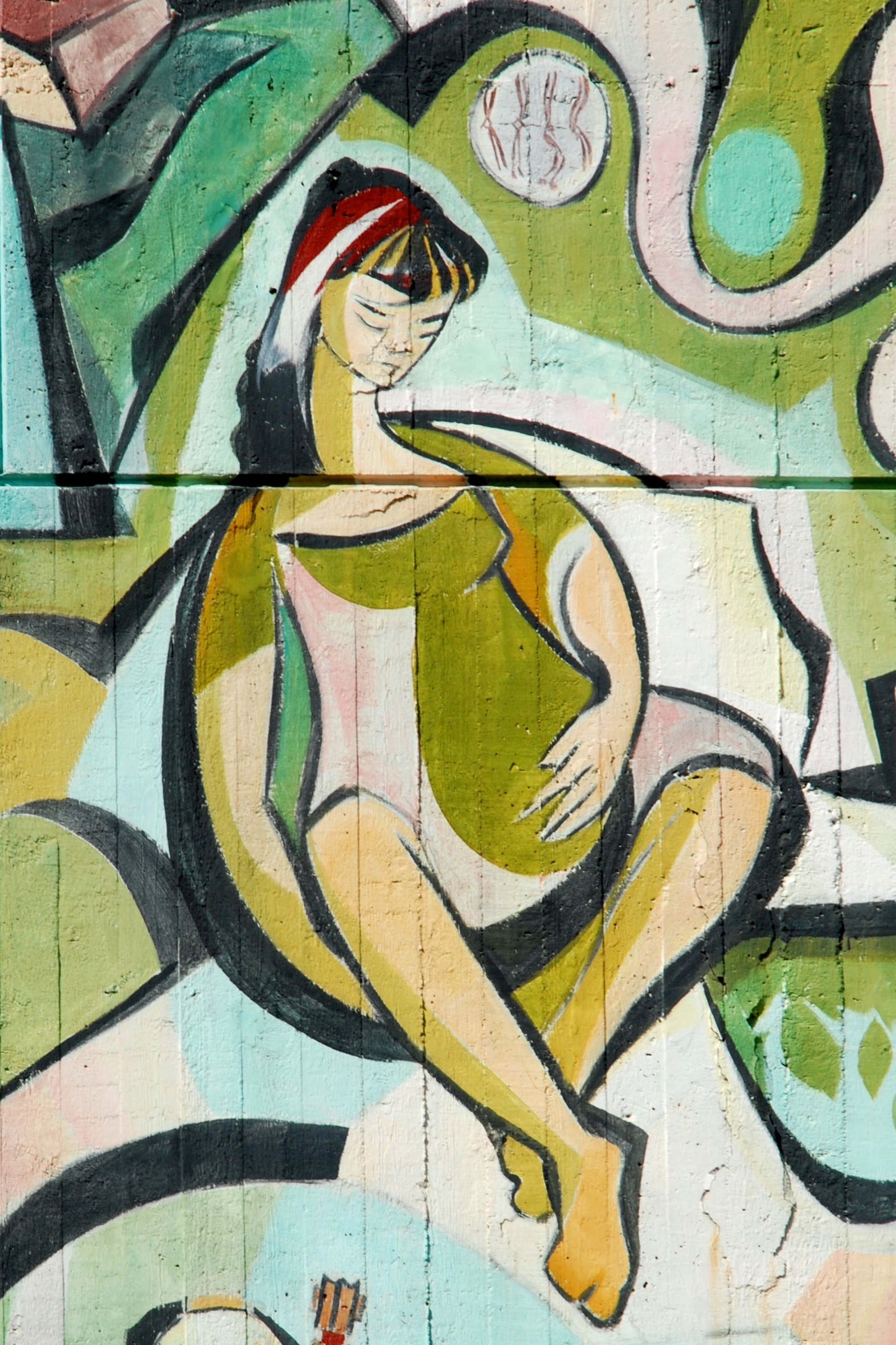
Femme enceinte.

Les Auditoires Agora et les Auditoires Studio Agora sont ornés de peintures murales de grande taille que l'on peut sans exagérer qualifier de fresques.

### C'est la Vie
Comme il a été dit plus haut, la façade orientale des Auditoires Agora, orientée vers la place Agora et la Grand-Rue, est ornée d'une immense peinture murale de 110 m2 réalisée par Claude Rahir et intitulée C'est la Vie,, selon la signature de Rahir, mais également connue dans les sources comme Les âges de la vie ou Les saisons de la vie.
L'artiste a peint la plus grande partie de cette fresque en 1977 et en a complété la partie droite près de vingt ans plus tard, lors d'une restauration effectuée en 1995. L'œuvre est d'ailleurs signée et datée deux fois : Rahir 77 au bas de la fresque, à la verticale sous la fillette au violon, et C'est la Vie. Cl. Rahir 95 à l'extrémité droite.
Sur un fond à dominante verte orné de nombreux motifs végétaux et d'un immense oiseau blanc dans le coin gauche, la fresque représente les différentes saisons de la vie, à travers de nombreuses scènes comme un couple en train de lire, une femme enceinte, une jeune femme jouant du violoncelle accompagnée d'une fillette jouant du violon, une maman et son enfant, un couple d'âge mur. Outre ces scènes de la vie, la fresque représente également des personnages religieux, comme un ecclésiastique jouant de la flûte.

C'est la Vie
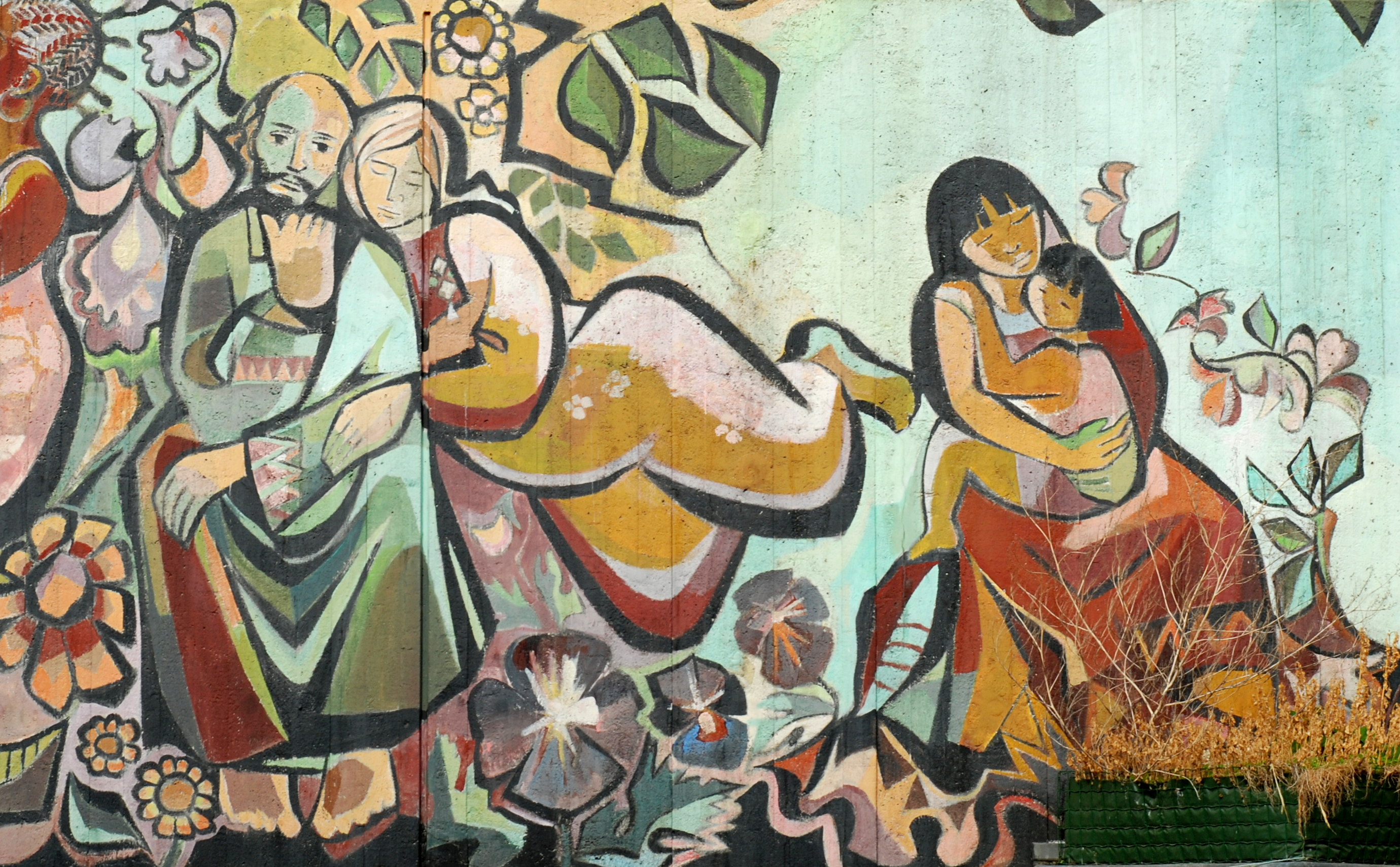
Couple et mère à l'enfant.
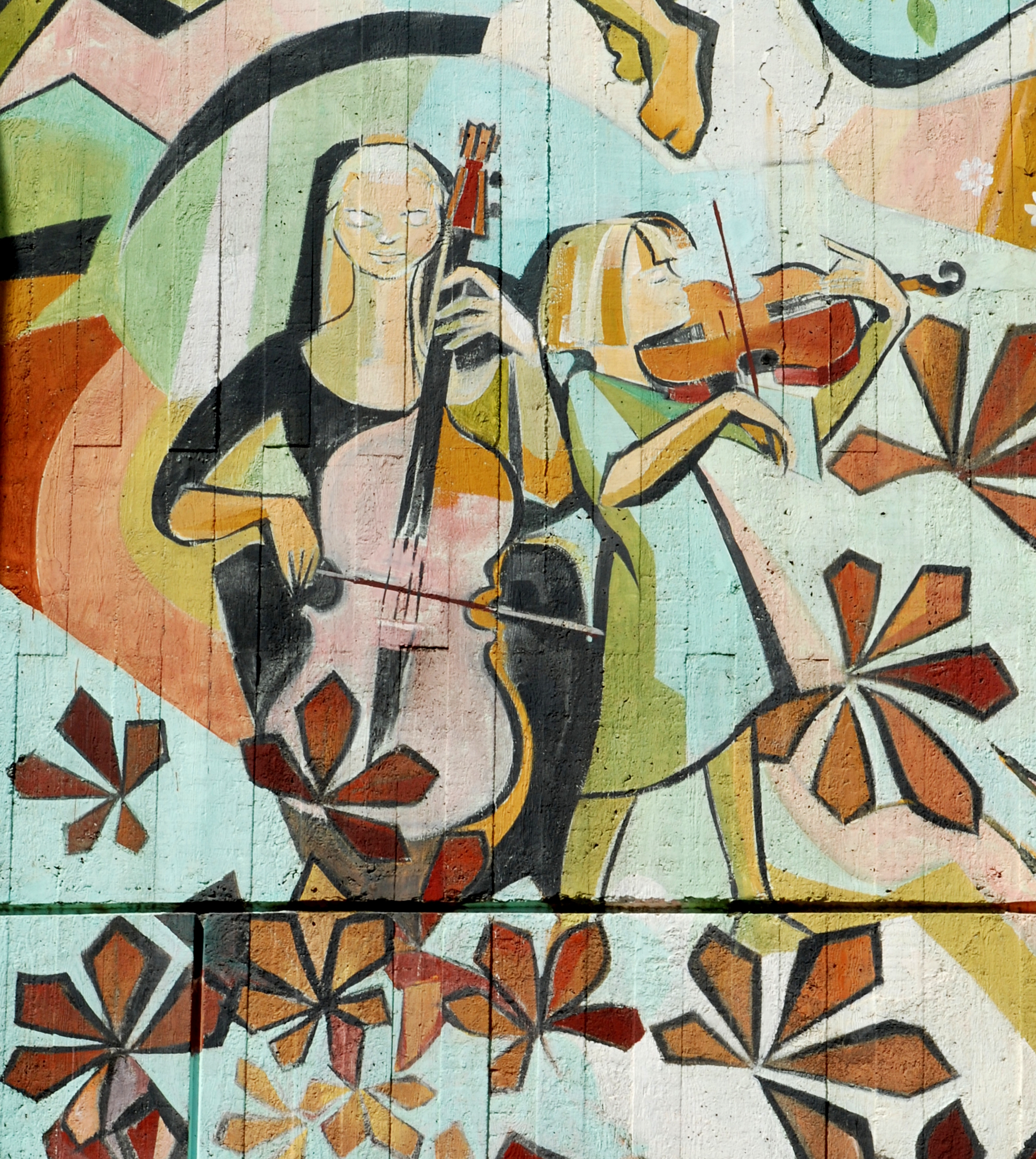
Musiciennes.
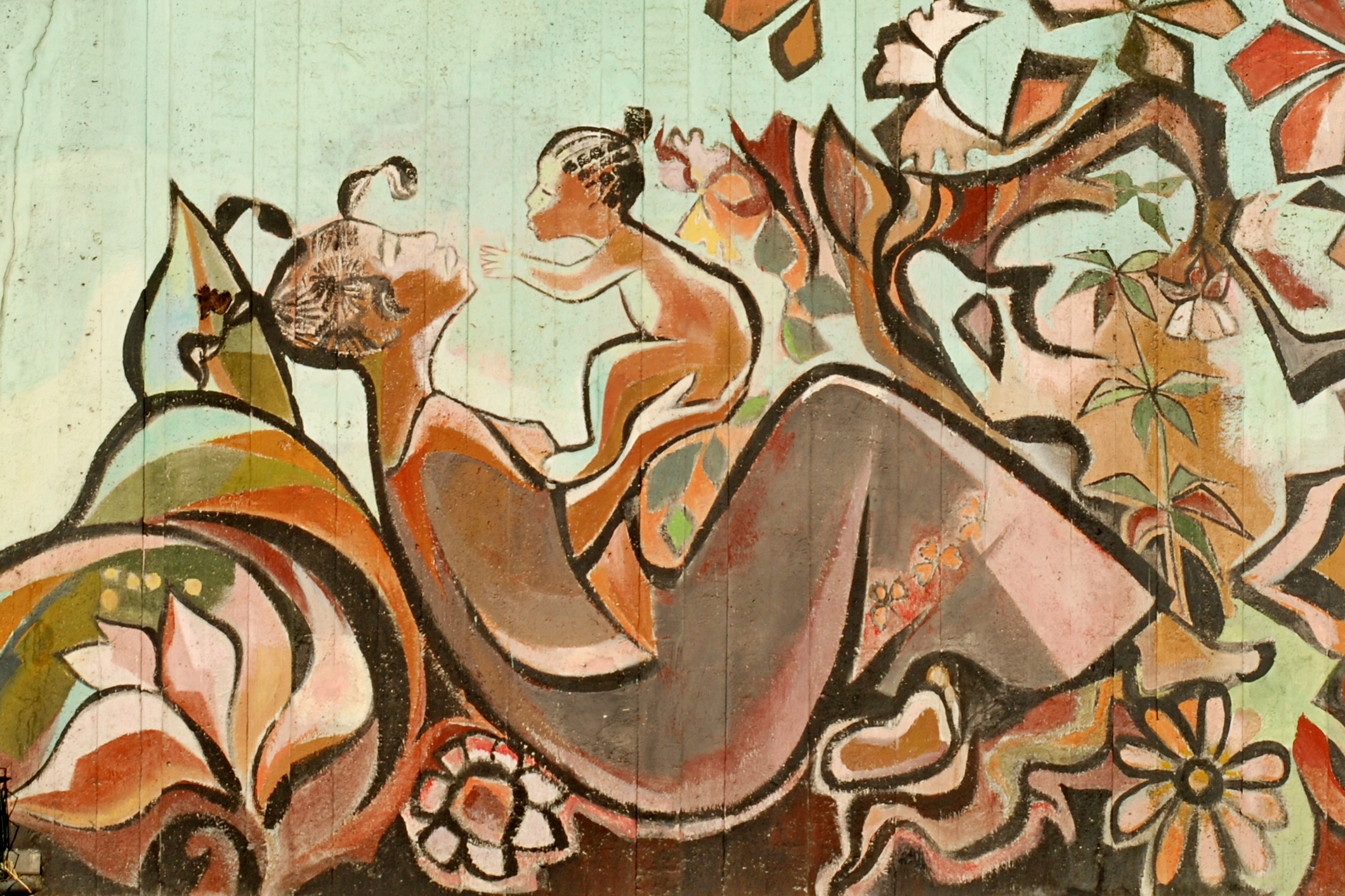
Maman jouant avec son enfant.

### Petites histoires d'une grande université

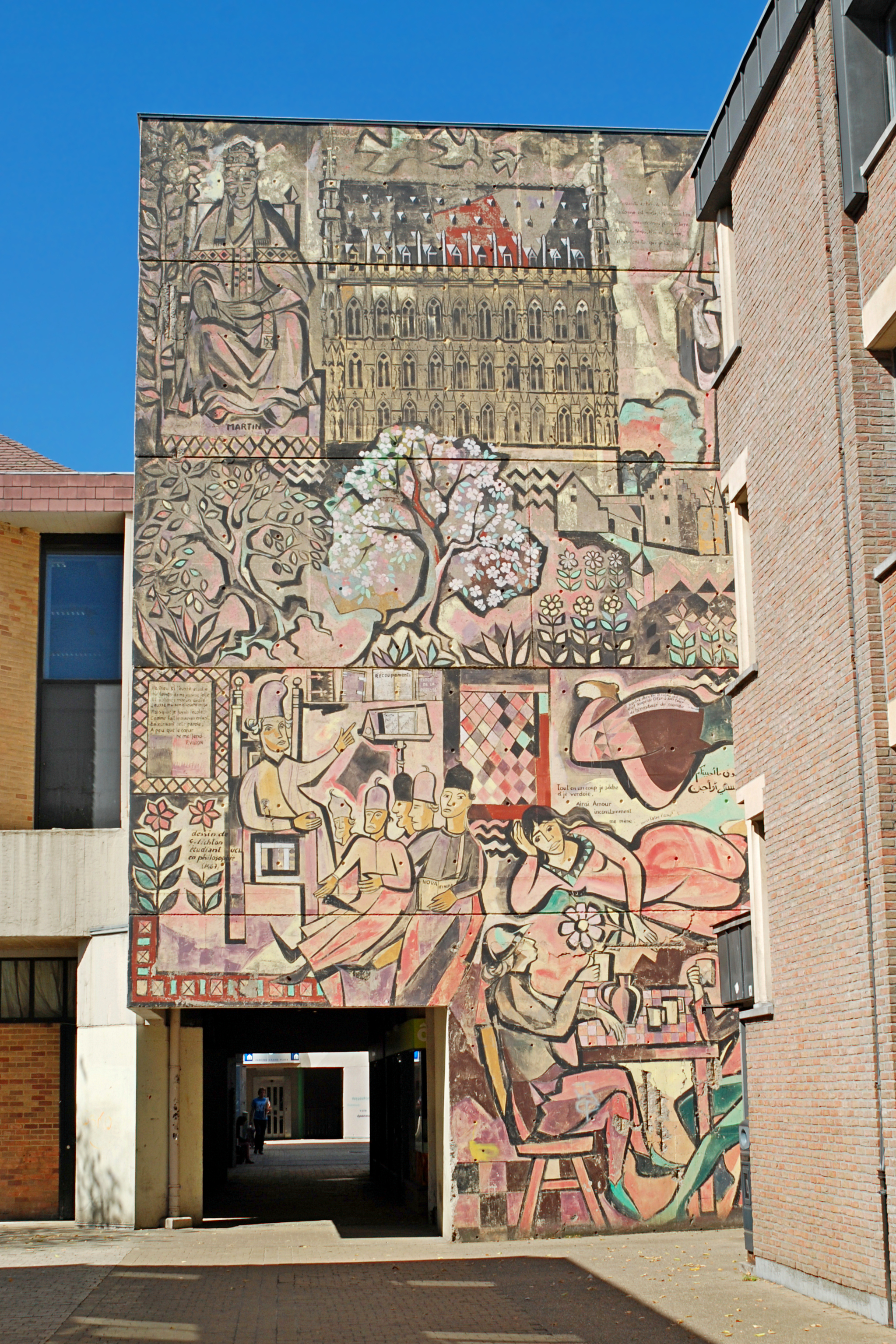
Petites histoires d'une grande université.

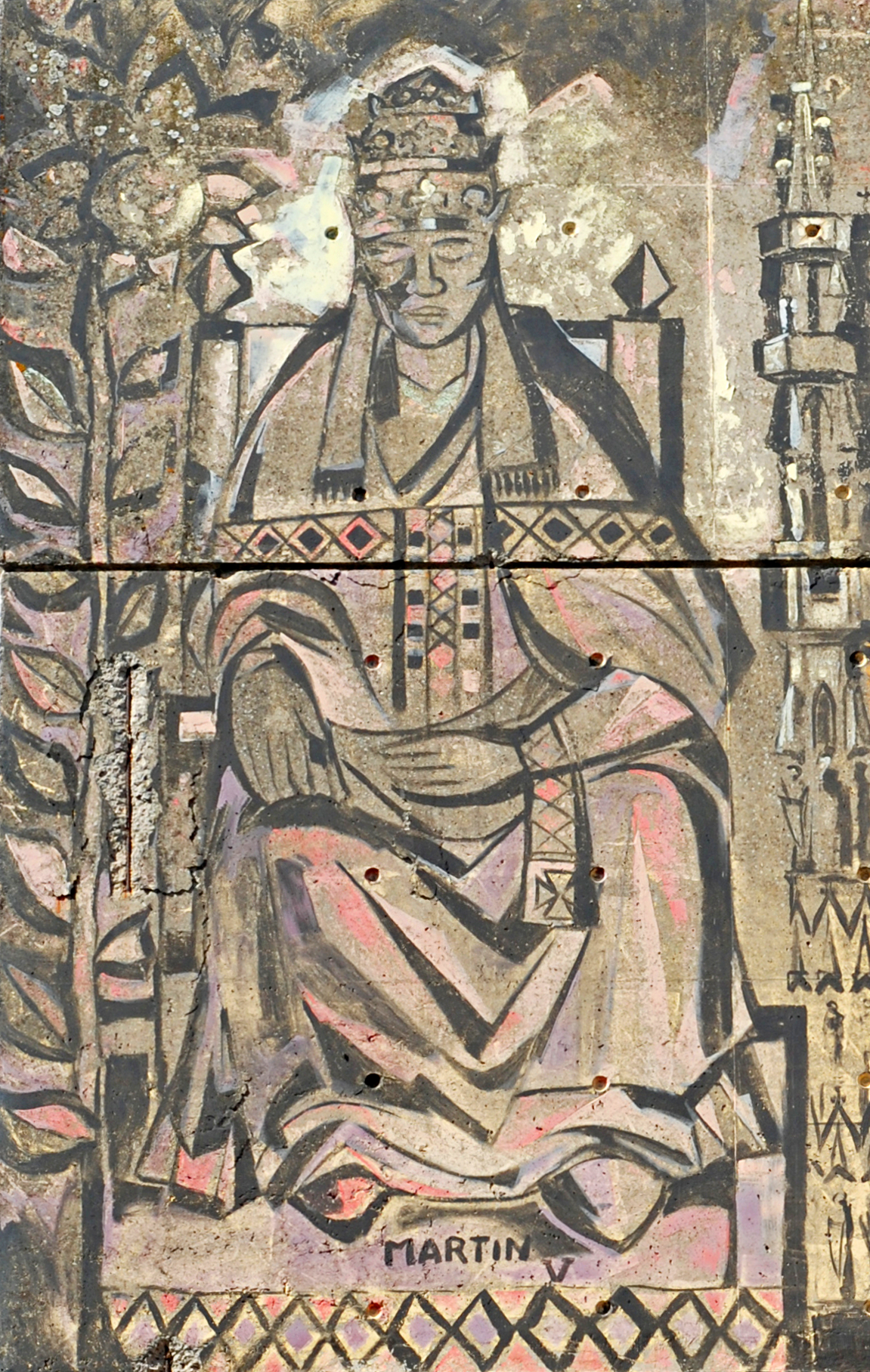
Martin V.

Le pan de mur situé à l'arrière des Auditoires Studio Agora au-dessus de la rue de la Lanterne Magique est orné d'une grande fresque du même Claude Rahir appelée Petites histoires d'une grande université.
Cette peinture murale est tout ce qui reste d'une immense fresque de 60 m de long et de 13 mde haut, d'une superficie de 668 m2 réalisée par Claude Rahir en 1984 et recouverte en 1991 à plus de 90 % lors de la construction du bâtiment de l'Institut d'administration et de gestion (IAG - Collège des Doyens),,,,. 
On peut voir une photo de l'état initial de la fresque de 60 m de long sur le site de l'UCL ainsi que les sites Trompe l'œil et BD Murales,.
Comme l'explique l'historienne Mélanie De Groote, la réalisation de la fresque est une initiative personnelle de l'artiste qui voulait embellir l'énorme surface grise constituée par le mur arrière de ce qui était alors le cinéma « Studio Agora ». Pour son travail, Rahir ne demande à l'UCL que l'équivalent de la somme nécessaire pour peindre le mur en blanc. Selon De Groote « le premier tiers de la composition suivait un plan préalablement soumis aux autorités académiques. La deuxième partie, soit les deux derniers tiers, s'est construite au jour le jour ». L'historienne précise que « Claude Rahir a également invité les étudiants à inscrire sur son œuvre quelques vers d'un poème d'amour de leur choix ».
Pour peindre sa fresque, Rahir travaille dans une nacelle suspendue, sans recul et sans possibilités de retouches. Il se repère sur les points de serrage du coffrage, disposés tous les 40 cm.
Quatre ans seulement après la réalisation de la fresque, l'UCL décide de construire l'Institut d'administration et de gestion (IAG - Collège des Doyens), qui masque depuis 90 % de l'œuvre. La peinture murale n'est pas été détruite : elle existe toujours, protégée par une couche de frigolite, mais elle est invisible.
La fresque raconte l'histoire de l'Université de 1425 à 1980,, et se lit comme une bande dessinée.  
La première partie de la peinture murale décrit l'Université ancienne, basée à Louvain, tandis que la deuxième partie décrit l'UCL à Louvain-la-Neuve et à Louvain-en-Woluwe (Bruxelles).
La partie restée visible correspond environ au quart de la première partie. La fresque se lisant de gauche à droite, c'est donc le tout début de l'histoire qui a été préservé.
Comme le souligne l'historienne Mélanie De Groote, « La fresque s'ouvre sur l'acte fondateur de l'université ». On y voit le pape Martin V, assis sur un trône et coiffé de la tiare, tenant sur les genoux un document qui serait la bulle de fondation de l'Université de Louvain le 9 décembre 1425. 
À la droite de Martin V est représenté l'hôtel de ville de Louvain,, et sous lui sont figurés les premiers enseignements délivrés par l'Université, avec un professeur et des étudiants médiévaux, selon un dessin réalisé en 1467 par « G. Lichton étudiant UCL en philosophie ». À côté de cette scène, une jeune femme est représentée allongée sous un poème de Louise Labe (1526) : Tout en un coup je sèche et je verdoie. Ainsi Amour inconstamment me mène.
La partie cachée de la première partie de la fresque représente entre autres une Sedes Sapientiae haute de 10 mètres, les halles universitaires de Louvain et des personnages contemporains des premiers temps de l'université comme Léonard de Vinci ou Christophe Colomb.
La deuxième partie (complètement cachée) est consacrée entre autres au patrimoine wallon, aux sites de l'UCL à Louvain-la-Neuve et à Louvain-en-Woluwe, à l'ancienne bibliothèque des Sciences et à la recherche à l'UCL (Georges Lemaître et la théorie du Big Bang, le cyclotron de Louvain-la-Neuve…).

Petites histoires d'une grande université
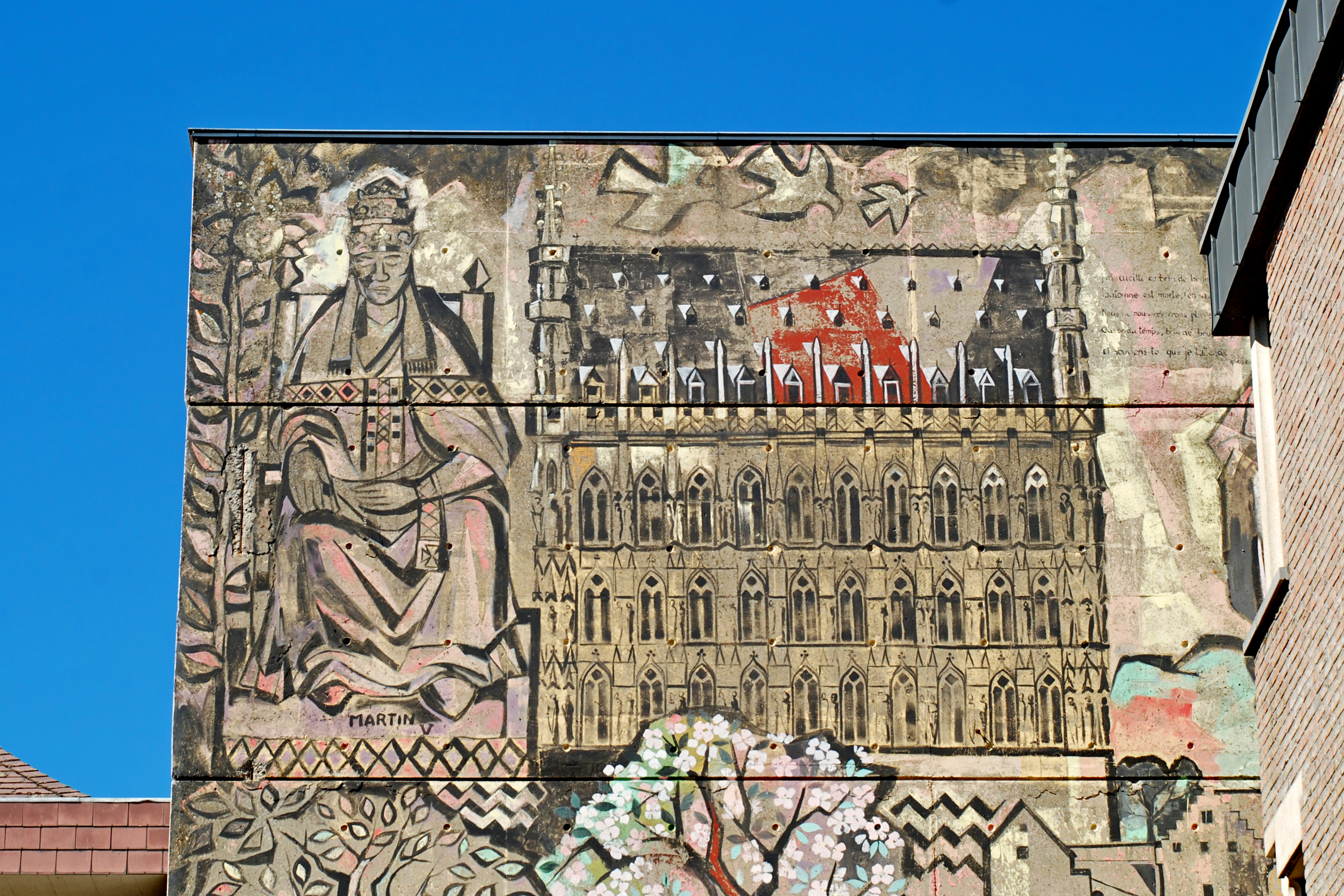
Martin V et l'hôtel de ville de Louvain.
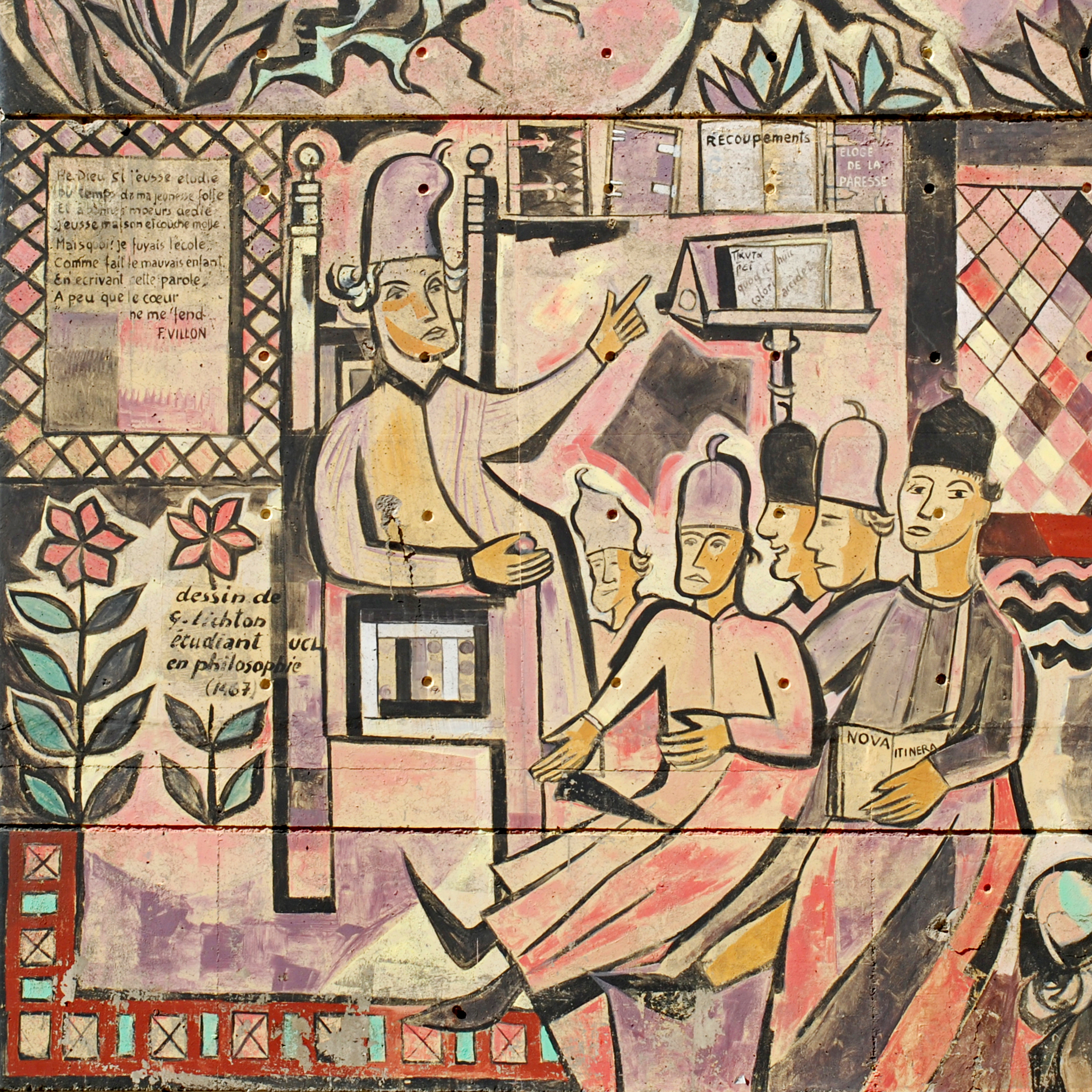
Professeur et étudiants médiévaux.
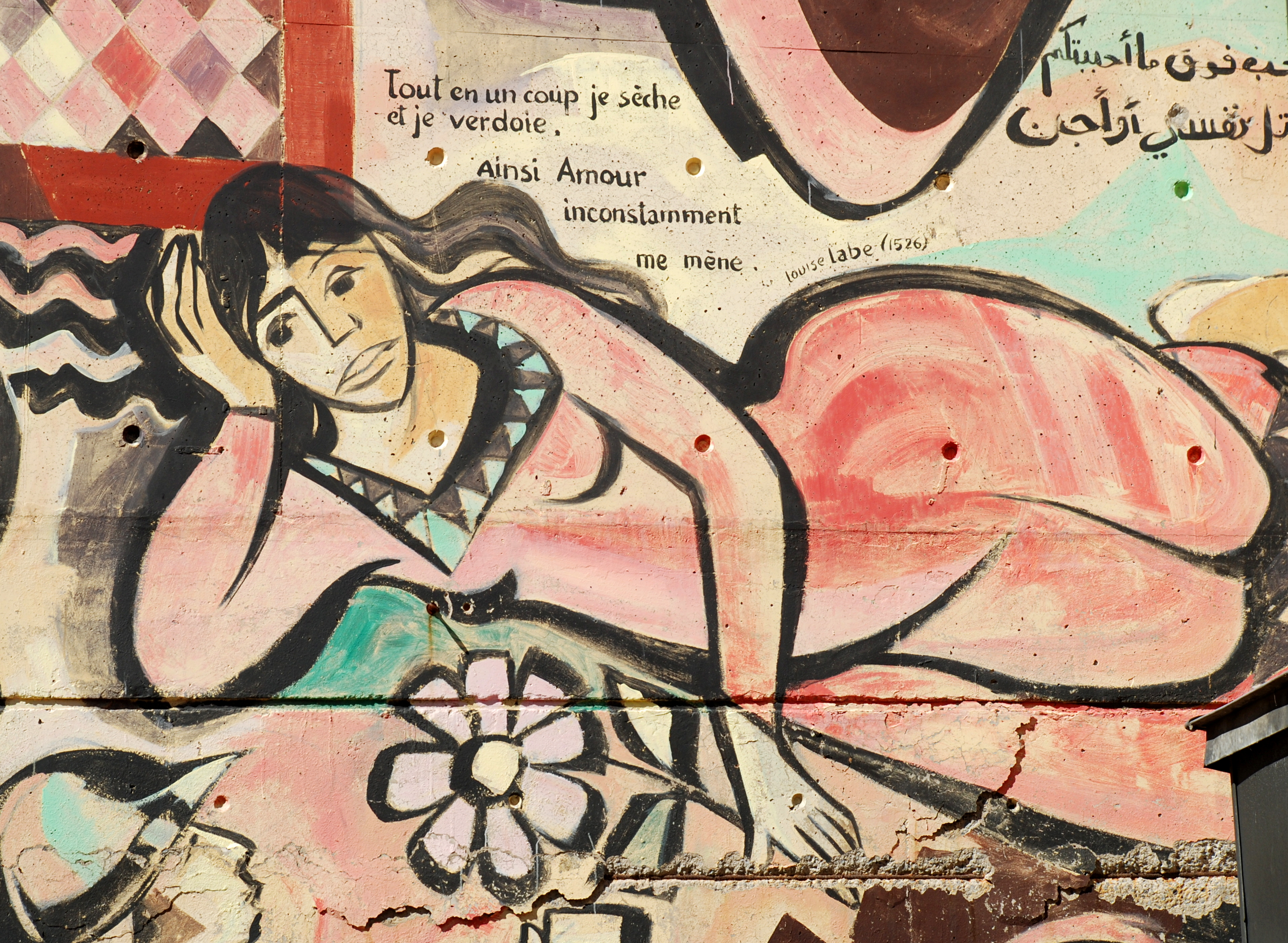
Tout en un coup je sèche et je verdoie.

## Sculptures

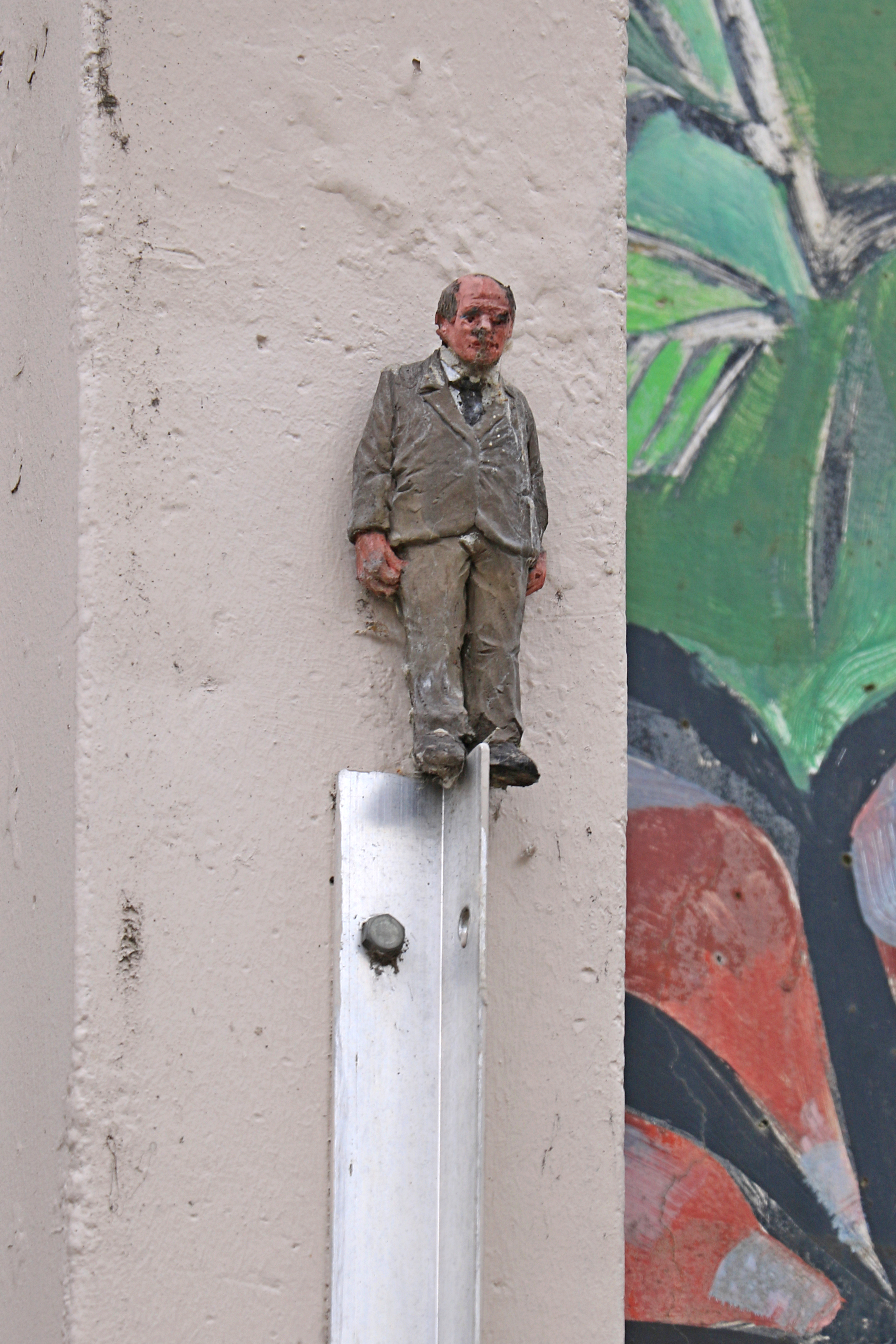
Une des deux statuettes d'Isaac Cordal qui ornent la place Agora.

Les murs de la place Agora sont ornés de deux minuscules statuettes réalisées par Isaac Cordal, un sculpteur espagnol invité lors du festival Kosmopolite Art Tour 2015.
Isaac Cordal est un artiste espagnol né en 1974 à Pontevedra, où il étudie la sculpture à l'université des Beaux-Arts, avant de suivre une formation de cinq ans à l'école Canteiros, un établissement spécialisé dans les métiers de la pierre,,.
Ses petites figurines humaines de 15 cm environ, fabriquées en béton ou en résine polyuréthane, peuvent être trouvées à Londres, Berlin, Paris, Barcelone, Milan, Malmö, Bogotà, Nantes, Vienne, Bruxelles,,, et Louvain-la-Neuve. Elles représentent souvent un homme en costume gris clair, à l'allure de fonctionnaire anonyme, placé sur une façade en équilibre sur une corniche, un boîtier électrique, un câble électrique, un tuyau ou un bord de fenêtre,, et illustrent la routine de la société actuelle et l'absurdité de notre existence.
À Louvain-la-Neuve, Isaac Cordal a installé une vingtaine de ces petites statuettes à plus de 3 mètres de hauteur dans des endroits insolites. On en trouve encore plusieurs, dont une au balcon du Collège Jacques Leclercq à la place Montesquieu, une dans la rue Montesquieu sur le côté du cinéma de la Grand-Place, deux à la place Agora, une à l'angle de la Grand-Rue et de la place Rabelais, deux sur les façades de la Traverse d'Ésope, une au no 25 de la rue du Sablon et trois le long de la voie des Hennuyers près de la gare.